# Territorialzone 2

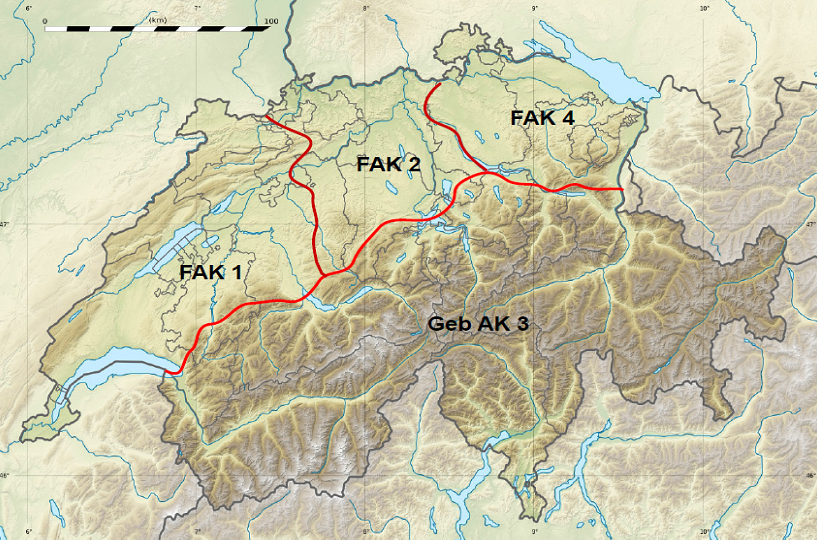
Raum Feldarmeekorps 2 (FAK 2) und Territorialzone 2

Territorialregionen Schweiz: blau = Territorialregion 2

Die Territorialzone 2 (Militärische Abkürzung: Ter Zo 2) war ein Milizverband des Territorialdienstes der Schweizer Armee, der mit der Truppenführung 1969 (TF69) entstand und dem Feldarmeekorps 2 unterstellt wurde. Die Territorialzone 2 wurde 1995 zur Territorialdivision 2 und 2004 zur Territorialregion 2 umbenannt.

## Vorgeschichte
Der Territorialdienst (Ter D) entstand 1887 als Territorialwesen (acht Territorialkreise) mit einem Dienstleistungs- und Kampfauftrag durch eine Verordnung des Bundesrates. 1912 erhielt der Territorialdienst zusätzlich die Aufgabe, die Mobilmachung und den Aufmarsch der Armee vorzubereiten und zu sichern. Die zwei Hauptaufgaben Dienstleistungs- und Kampfauftrag blieben bis zum Ende des Zweiten Weltkrieges bestehen.
Die Territorialzonen entstanden mit der Truppenordnung 1936 (TO 36/38), traten am 1. Januar 1939 in Kraft und bildeten die Grundlage für die Schweizer Armee im Zweiten Weltkrieg. Die neu geschaffenen Grenzbrigaden (Grenzbrigade 4) übernahmen die Aufgabe, die Landesgrenze und die Mobilmachung der Feldarmee zu sichern. Der Territorialdienst auf die Ortsverteidigung. Eine Ausnahme bildete der Neutralitätsschutz (NSD), der von 1970 bis 1986 im Raum Basel (Stadtkommando Basel) den Territorialtruppen zugewiesen wurde. Die Abschnittsgrenzen der 13 neuen Territorialkreise wurden von den Kantonsgrenzen gelöst und den militärischen Abschnittsgrenzen angepasst. Mit dem Bezug des Reduit ab Juli 1940 verschob sich die Aufgabe des Territorialdienstes wieder vom Rückwärtigen Dienst vermehrt zur Ortsverteidigung und er wurde deshalb der Armeegruppe Front unterstellt.
Die veränderte Kriegstechnik nach 1945 bei der Krieg überall stattfindet, führte zur Beschränkung des Kampfauftrages auf die Ortsverteidigung, während der Dienstleistungsauftrag zur umfassenden Logistik wurde. 1947 wurde eine vierstufige Hierarchie geschaffen: (vier) Territorialzonen, -kreise, -regionen und lokale Territorialkommandanten.
Mit der Truppenordnung 1961 (TO 61) wurden die bisherigen vier Territorialzonen in sechs Territorialbrigaden verwandelt und den Korpskommandanten unterstellt. 1967 wurden die Ortswehren aufgelöst.

## Territorialzone 2
Das 1969 gesetzlich verankerte Gesamtverteidigungskonzept führte zur Neuorganisation des Territorialdienstes und zur Anpassung der Abschnittsgrenzen an den Raum der Armeekorps und den Kantons- und Sprachgrenzen. Die Territorialbrigaden wurden in Territorialzonen umbenannt und als neue Heereseinheit den Armeekorps unterstellt.
Die Territorialzone 2 war die drittgrösste Zone und umfasste die Kantonsgebiete Basel-Stadt (Kreis 21), Baselland (Kreis 21), Solothurn, Aargau und Luzern. Sie gliederte sich in vier Territorialkreise (je einen pro Kanton) und das Stadtkommando Basel-Stadt 211. Dazu gehörten 3 Luftschutzregimenter, 2 Spitalregimenter, 2 Versorgungsregimenter, 2 Betreuungsabteilungen, 1 Motortransportabteilung sowie das Stabsbataillon der Ter Zo 2. Insgesamt waren rund 25 000 Wehrpflichtige eingeteilt.
Die vierstufige hierarchische Ordnung mit den Territorial-Kommandos pro Zone, Kreis, Region, Gemeinde wurde beibehalten. Auf der Stufe Kreis entsprach die militärische Gliederung (Ter Kr) der zivilen Organisation (Kanton). Das Stadtkommando Basel 211 wurde 1989 zu einem eigenen Ter Kreis und verfügte über einen Stab von 30 Offizieren und rapportierte direkt der Ter Zo 2.
Mit der Armee 95 wurden die Territorialzonen in Territorialdivisionen umbenannt und die Territorialkreise aufgehoben. Pro Kanton wurde ein Territorialregiment geschaffen, welches je nach Kantonsgrösse aus einem oder mehreren Territorialinfanteriebataillonen bestand.

## Territorialregion 2
Die Armee XXI brachte 2004 eine Veränderung der gesamten Armeestruktur. Die Armeekorps wurden aufgehoben, die Führung in einem Führungsstab im Armeekommando zentralisiert. Die Territorialdivisionen wurden in Territorialregionen umbenannt, die kantonalen Territorialregimenter mit der Schutzinfanterie aufgelöst. Als Verbindung zu den Kantonen wurden Kantonale Territorialverbindungsstäbe (KTVS) mit 6–12 Offizieren geschaffen. Sie sind in die Führungsstäbe der Kantone integriert, bilden kein Kommando und im Einsatz werden ihnen keine Truppen unterstellt. Den vier Territorialregionen sind neben einem Führungsunterstützungsbataillon (FU Bat), ein Katastrophenhilfebataillon (Kata Hi Bat) und alternativ ein Genie- (G Bat) oder ein zusätzliches Katastrophenhilfebataillon unterstellt.
Die Territorialregion 2 umfasst das Gebiet der Kantone Aargau, Basel-Landschaft, Basel-Stadt, Luzern, Nidwalden, Obwalden und Solothurn. Sie besteht heute (2016) aus dem FU Bat 22, dem Kata Hi Bat 2, dem G Bat 6 sowie der Koordinationsstelle 2 für die Bewirtschaftung der militärischen Infrastrukturen und hat als Aufgaben, die Führungsbereitschaft für Einsätze sicherzustellen und als Ansprechpartner der zugewiesenen Kantone für die Zusammenarbeit zwischen der Armee und den Kantonen zu dienen.